# Notopleura montana
Notopleura montana är en måreväxtart som beskrevs av Charlotte M. Taylor. Notopleura montana ingår i släktet Notopleura och familjen måreväxter. Inga underarter finns listade i Catalogue of Life.